# 萨米埃尔·皮埃特
薩米埃爾·皮耶特（法語發音：[samɥɛl pjɛt]；1994年11月12日—）是一名加拿大足球員，司職防守中場。

## 生平

### 國家隊生涯
皮耶特在2011年2月隨加拿大U-17國青隊出征中北美U-17錦標賽，在錦標賽期間上陣四場比賽，貢獻一次關鍵助攻。同年7月，皮耶特隨隊出征U-17世界盃，三場小組賽全部上陣。
2013年2月，皮耶特隨加拿大U-20國青隊出征中北美U-20錦標賽。他在對戰尼加拉瓜和美國的比賽中分別攻入一球。
2012年2月，皮耶特第一次入選加拿大大國家隊大名單，隨隊參加對亞美尼亞的友誼賽，但並未上陣。同年5月，皮耶特再次入選加拿大大名單，隨隊參加隊美國的友誼賽。他在比賽的第86分鐘接替朱利安·德古茲曼，完成大國家隊首秀。
2013年6月，皮耶特入選加拿大男足出戰2013年中北美金盃的大名單。錦標賽期間，他分別在對戰馬提尼克和墨西哥的比賽中上陣。
2015年，皮耶特第二次隨加拿大男足出戰中北美金盃，並在兩場比賽中上陣。同年9月4日，皮耶特在對戰伯利茲的世預賽中貢獻關鍵助攻，協助隊友入球。
2017年6月，皮耶特第三次入選加拿大男足出戰中北美金盃的大名單。皮耶特淘汰賽階段對戰牙買加再次貢獻關鍵助攻，但這次助攻未能協助加拿大擊敗牙買加。
2019年5月30日，皮耶特第四次入選加拿大男足出戰中北美金盃的大名單。他在對戰馬提尼克的比賽中再次獻出關鍵助攻。